# شهرستان چیلتون (آلاباما)
شهرستان چیلتون، آلاباما (به انگلیسی: Chilton County, Alabama) یک سکونتگاه مسکونی در ایالات متحده آمریکا است که در آلاباما واقع شده‌است.

## خصوصیات
شهرستان چیلتون ۱٬۸۱۵٫۵۹ کیلومترمربع مساحت دارد.